# Coreswitch

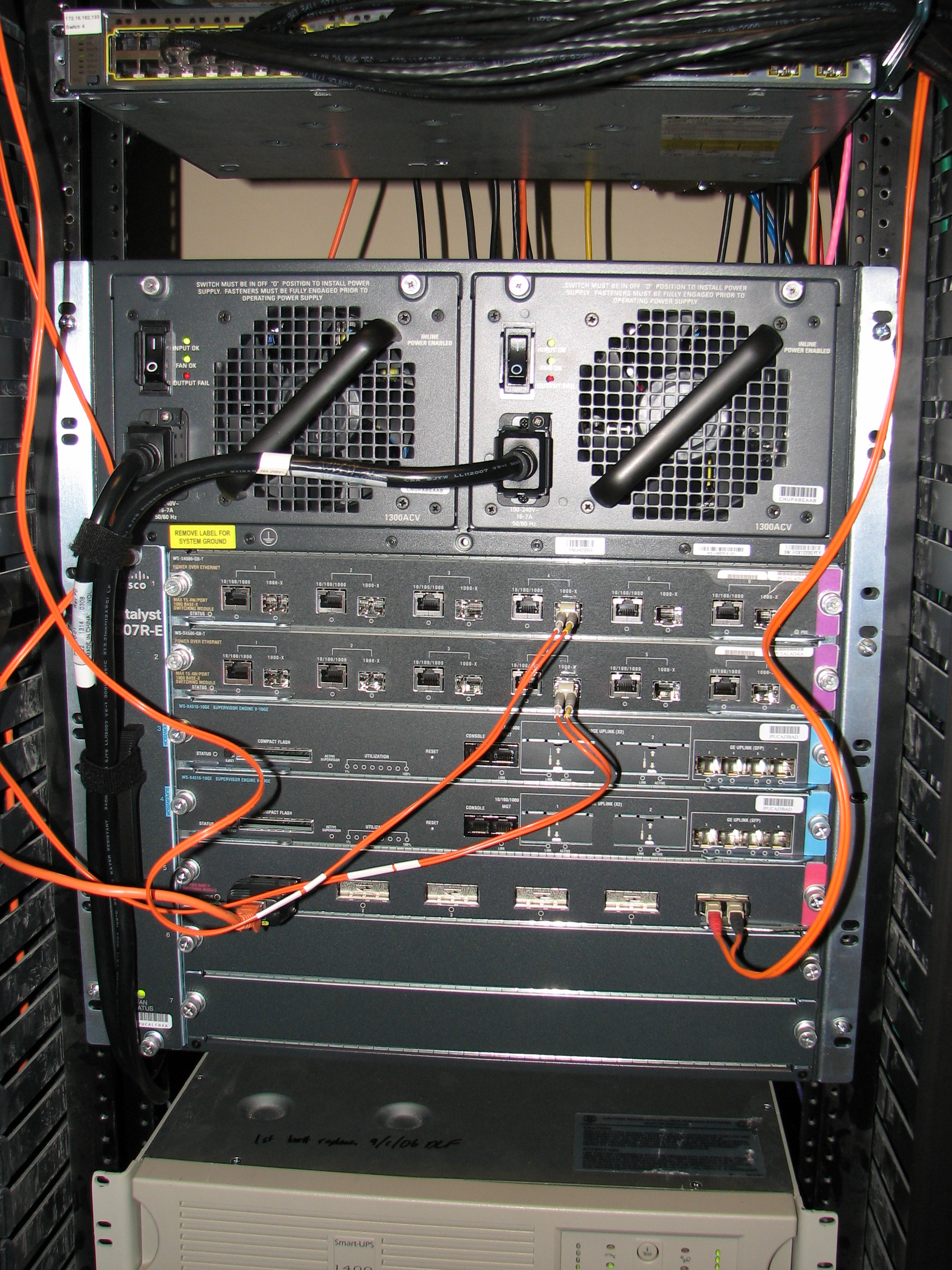
Coreswitch (Cisco 4507R).

Ein Coreswitch ist ein verbindendes Gerät in Computer-Netzwerken.
Coreswitches sind meist sehr leistungsfähige Switches, die das Rückgrat (Backbone) eines Netzes bilden. Diese Switches müssen sehr schnell sein und einen sehr hohen Datendurchsatz aufweisen, sie führen daher keine Korrekturen oder Zugriffsteuerungen mehr durch und überlassen diese den Access- oder Distribution-Layer-Switches. Um Ausfällen vorzubeugen, werden Coreswitches meist redundant ausgelegt.
Beispiele für Coreswitches sind:
- Die Baureihe Catalyst 4500/6500 von Cisco
- Die Baureihe ProCurve 8200zl von Hewlett Packard Enterprise
- Die T-Serie von Juniper
- Die Baureihe 8000 von Nortel